# Alfaqueque
Alfaqueque era a pessoa que tinha por missão tratar do resgate de cativos cristãos (escravos e prisioneiros de guerra) durante a época da reconquista. Tornou-se um cargo de bastante importância depois da tomada de Ceuta. A palavra "alfaqueque" tem origem árabe (alfàkkãk) e significava "emissário", ou "aquele que é encarregado de resgatar cativos".
O alfaqueque era ordenado pelo rei e tinha que ter um bom relacionamento com os árabes, aos olhos dos quais devia ter uma reputação exemplar. O cargo frequentemente passava de pai para filho. Viajavam munidos de um salvo-conduto que lhes permitia circular em território árabe, no entanto tinham que levar uma bandeira branca para se fazerem anunciar.
A primeira regulamentação do cargo de alfaqueque na Península Ibérica foi feita nas Sete Partidas durante o reinado de Afonso X.
O alfaqueque devia ter seis qualidades essenciais: ser sincero, não ser ganancioso, conhecer fluentemente a língua do país de destino, não ser hostil, ser corajoso e ter propriedades.